# Paul Goodison
Paul Goodison (ur. 29 listopada 1977 w Brinsworth) – brytyjski żeglarz sportowy, mistrz olimpijski, mistrz świata.
Złoty medalista igrzysk olimpijskich w 2008 roku oraz zdobywca czwartego miejsca w 2004 roku w klasie Laser. Zdobywca złotego medalu mistrzostw świata w 2009 roku w Halifaksie i brązowego medalu w 2002 roku.
Odznaczony Orderem Imperium Brytyjskiego (MBE).